# Клейберн, Патрик Ронейн
Патрик Ронейн Клейберн (Patrick Ronayne Cleburne) (/ˈkleɪbɜrn/ KLAY-burn; 16 или 17 марта 1828 — 30 ноября 1864) — американский военный ирландского происхождения, в основном известный своей службой в качестве генерала армии Конфедерации во время американской гражданской войны. Клейберн родился в Ирландии и служил в 41-м уэльском пехотном полку. В 1849 году эмигрировал в США. В начале гражданской войны вступил рядовым в армию Конфедерации и дослужился до должности дивизионного командира. Участвовал во многих сражениях на Западе, где получил прозвище «Каменная стена Запада». Погиб в 1864 году в сражении при Франклине.

## Ранние годы
Клейберн родился в селе Овенс, графство Корк, Ирландия, и был вторым сыном Джозефа Клейберна — медика англо-ирландского происхождения. Мать Патрика умерла, когда ему было 18 месяцев, а в 15 лет он стал сиротой. Как и его отец, он начал изучать медицину, но в 1846 году не смог поступить в дублинский Тринити-Колледж. Тогда он записался в 41-й пехотный полк британской армии, где дослужился до звания капрала.
Через три года Клейберн уволился из армии и эмигрировал в США с двумя братьями и сестрой. Он провел некоторое время в штате Огайо, затем поселился в Хелене (Арканзас), где нашел работу фармацевта. Здесь он подружился с Томасом Хиндманом, и в 1855 году они стали издавать газету «Democratic Star». В 1856 году Клейберн и Хиндман были ранены в уличной перестрелке членами «нэйтивистской» группы «Know Nothing» (члены этой организации считали, что истинным американцем может считаться только протестант англосаксонского происхождения). Клейберн был ранен в спину, но успел развернуться и застрелить нападавшего. К 1860 году Клейберн уже был гражданином США, практикующим юристом и известным в своем городе человеком.

## Гражданская война
Когда началось противостояние Севера и Юга, Патрик принял сторону Юга. Он действовал исходя из симпатии к людям юга, которые приняли его в своё общество. Он вступил рядовым в местное ополчение («Yell Rifles») и вскоре был выбран капитаном. Когда Арканзас вышел из Союза, «Yell Rifles» стали частью 1-го арканзасского пехотного полка, затем — 15-го пехотного, и Клейберна избрали командиром полка. 4 марта 1862 года ему было присвоено звание бригадного генерала.
Бригада Клейберна состояла из 6-ми полков: 15-го арканзасского, 6-го миссисипского, 2-го, 5-го, 23-го и 24-го теннессийских. Во время сражения при Шайло она была включена в корпус Харди, который наступал в первой линии. Клейберн находился на левом фланге корпуса и ему пришлось атаковать позиции федеральной дивизии генерала Шермана, который занял оборону за труднопроходимым оврагом. Первая атака была отбита с тяжелыми потерями, и только при поддержке корпуса Брэгга удалось потеснить Шермана.
В сражении при Ричмонде он был ранен в лицо. Так же участвовал в сражении при Перривилле. После отступления армии в Теннесси Клейберн был повышен до дивизионного командира и в этой должности участвовал в сражении при Стоун-Ривер, где его дивизия опрокинула федеральный правый фланг. 13 декабря Клейберну присвоили звание генерал-майора.
Клейберн принял участие в кампании 1863 года в Теннесси. Его солдаты сражались при Чикамоге, где без серьезных успехов атаковали левый фланг противника. Он неплохо сражался при Ваухатчи, удачно отбивал атаки Шермана во время сражения за Миссионерский Хребет под Чатанугой, а также в сражении при Рингольд-Гэп в северной Джорджии. Во время сражения при Джонсборо корпусной генерал Уильям Харди передал Клейберну управление всем своим корпусом.
Клейберн получил официальную благодарность Конгресса за участие в этой кампании.
Клейберн умел грамотно использовать местность и был способен удержать даже самую невыгодную позицию. Он умел создавать проблемы маневрам армии противника, что принесло ему славу и прозвище «Stonewall of the West». Говорят, что федеральные солдаты боялись увидеть голубой флаг дивизии Клейберна на поле боя. Генерал Роберт Ли говорил, что Клейберн подобен «метеору, светящему с пасмурного неба».

## Гибель
Перед началом кампании 1864 года Клейберн был помолвлен с Сусан Тарлтон из Мобила (Алабама). Их свадьба так и не состоялась, поскольку Клейберн был убит во время атаки под Франклином 30 ноября 1864 года. В последний раз его видели идущим пешком в сторону федеральных укреплений, с поднятой саблей, после того, как под ним погибла лошадь. Позже говорили, что его тело нашли уже за линией укреплений противника и вынесли в тыл. Предположительно смерть наступила от пулевого попадания в живот или в сердце.
Его останки перенесли в епископальную церковь Сен-Джон около Маунт-Плезант в Теннесси. Клейберн впервые увидел это место, когда шел маршем к Франклину. Он тогда заметил, что хотел бы быть погребенным здесь, потому что это место красиво и напоминает ему Ирландию. В 1870 году его останки были перенесены в Хелену (Арканзас) и захоронены в Мапл-Хилл-Сементери у реки Миссисипи.
В честь Клейберна было названо несколько мест, в том числе округа Клейберн в Алабаме и Арканзасе, и город Клейберн в Техасе. Место его гибели у Франклина сейчас известно как Клейберн-Парк. В честь Клейбена названо так же кладбище Патрик-Клейберн-Конфедерейт-Сементери в Джонсборо, Джорджия.